# Kościeliska
Kościeliska / Kostellitz is een plaats in het Poolse district Oleski, woiwodschap Opole. De plaats maakt deel uit van de gemeente Radłów / Radlau en telt 737 inwoners.